# Faunus
Faunus var den romerske hyrde- og skovgud, og han havde spådomsevner. Han var barnebarn af Saturn, og han fik sønnen Latinus.
I forhold til den græske mytologi modsvarer han halvguden Pan. Faunus er også romersk gud for frugtbarhed og seksuel lyst.